# Chudčická lípa
Chudčická lípa je památný strom v obci Chudčice, severozápadně od Brna. Zhruba 250 let stará lípa malolistá (Tilia cordata) roste u silnice do Veverské Bítýšky na náspu zrušené železnice Kuřim – Veverská Bítýška. Lípa byla zřejmě vysazena na hrázi zaniklého rybníka. Obvod kmene ve výšce 1,3 m je 320 cm a koruna dosahuje do výšky 24 m. Chudčická lípa je chráněna od roku 2003 pro svou „přírodní a estetickou hodnotu“.

## Poškození stromu rtutí
Josef Krézek, majitel pozemku, si v červnu 2006 všiml usychání stromu. Přivolaní odborníci na životní prostředí z městského úřadu v Kuřimi našli díry vyvrtané v patě stromu, které neznámý pachatel zalil 98% rtutí. Znalec vyčíslil škodu na téměř 1,7 miliónu Kč. Po ukončení vyšetřování činu mělo být rozhodnuto o datu pokácení lípy.
Na jaře 2007 však na lípě vyrazily nové listy a odborníci došli k závěru, že pokácení nebude nutné.